# Municipiile Braziliei

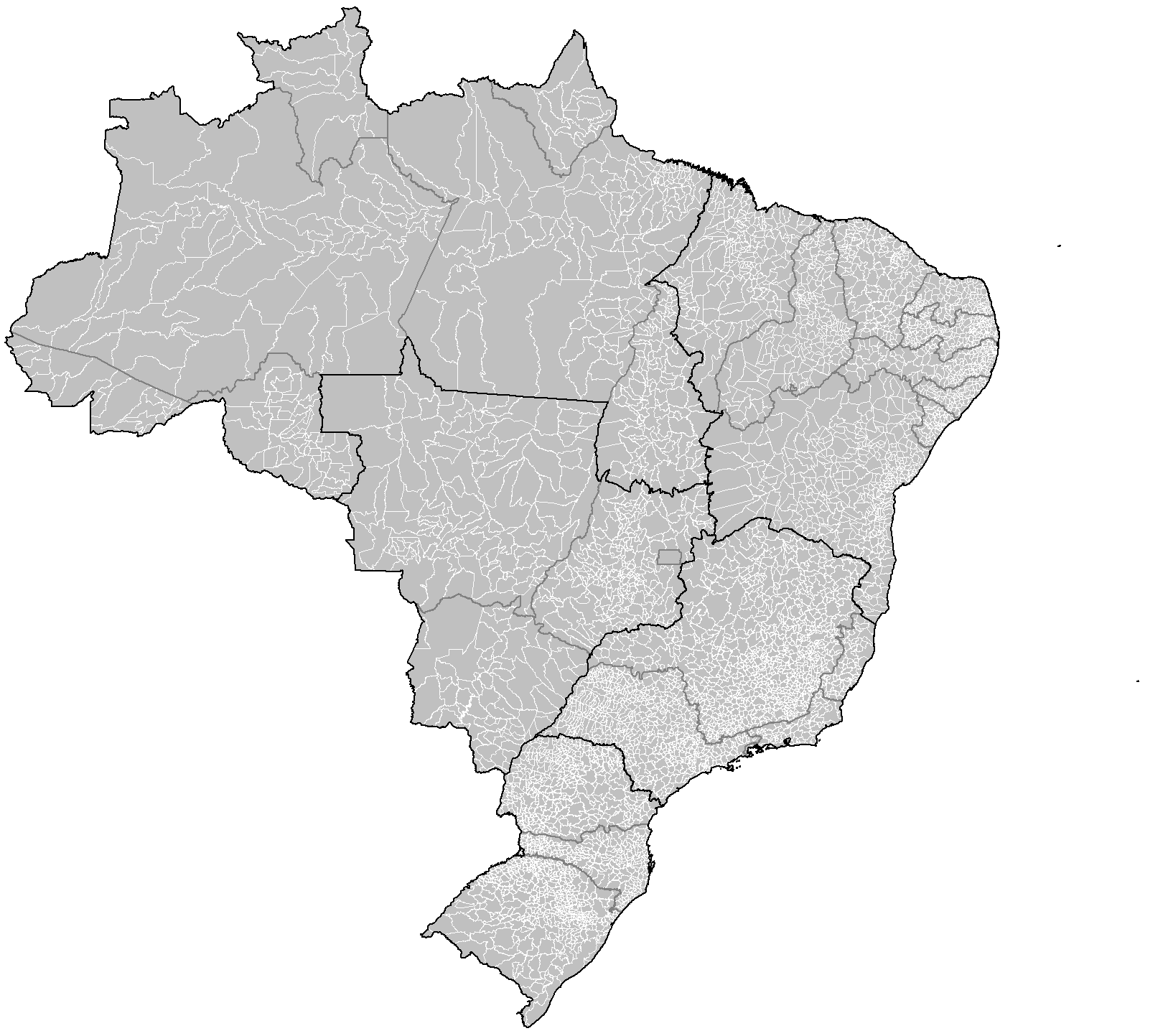
Harta politică a Braziliei cu frontierele regiunilor marcate în negru, cele ale statelor în gris închis şi cele ale municipiilor în alb.

Municipiile (portugheză municipíos) sunt, conform constituției Braziliei din 1988, cea mai mică unitate administrativă a acestei țării. Sunt 5.568 de municipii în Brazilia.. Unica unitate federativă a federației care nu este compusă din municipii este Districtul Federal. Municipiul cuprinde un oraș și un număr de sate înconjurătoare. Orașele îndeplinesc funcții administrative fiind reședințele acestor unități. Uneori se folosește termeni „oraș” și „municipiu” în schimb, cu toate acestea că aceasta contrazice definițiile lor (întrucât Brasilia și Fernando de Noronha sunt orașe și nu au statut de municipalitate). 
Guvernul municipal se ocupă drept cu diverse aspecte practice ale vieții locuitorilor, cum ar fi înregistrarea bunurilor imobile, străzile și drumurile între localități componente, provederea învățământului la nivelul elementar și a instituțiilor de sănătate publică sau controlarea și supunerea impoziturilor către transportul public (taxiuri, autobuze, ș.a.m.d.).

## A
- Municipii în Acre (AC)
- Municipii în Alagoas (AL)
- Municipii în Amapá (AP)
- Municipii în Amazonas (AM)

## B
- Municipii în Bahia (BA)

## C
- Municipii în Ceará (CE)

## D
- Regiuni administrative în Districtul Federal (DF)

## E
- Municipii în Espírito Santo (ES)

## G
- Municipii în Goiás (GO)

## M
- Municipii în Maranhão (MA)
- Municipii în Mato Grosso (MT)
- Municipii în Mato Grosso do Sul (MS)
- Municipii în Minas Gerais (MG)

## P
- Municipii în Pará (PA)
- Municipii în Paraíba (PB)
- Municipii în Paraná (PR)
- Municipii în Pernambuco (PE)
- Municipii în Piauí (PI)

## R
- Municipii în Rio de Janeiro (RJ)
- Municipii în Rio Grande do Norte (RN)
- Municipii în Rio Grande do Sul (RS)
- Municipii în Rondônia (RO)
- Municipii în Roraima (RR)

## S
- Municipii în Santa Catarina (SC)
- Municipii în São Paulo (SP)
- Municipii în Sergipe (SE)

## T
- Municipii în Tocantins (TO)